# Яблоново (Ґрифицький повіт)
Яблоново (пол. Jabłonowo) — село в Польщі, у гміні Грифиці Ґрифицького повіту Західнопоморського воєводства.
У 1975-1998 роках село належало до Щецинського воєводства.